# Maschinenteich (Darmstadt)
Der Maschinenteich ist ein kleines künstliches Stillgewässer in Darmstadt.

## Geographie
Der Maschinenteich liegt im Bürgerpark Nord nahe der Kranichsteiner Straße. Er ist circa 160 Meter lang, 60 Meter breit und hat eine Wasserfläche von etwa 1 Hektar. Der Maschinenteich ist über eine unterirdische Zuleitung mit dem Müllersteich verbunden. Gespeist wird der Teich durch Grundwasser und Regenwasser.

## Geschichte und Beschreibung
Der Maschinenteich entstand aus einer ehemaligen Tongrube.
Um das Jahr 1980 wurde der Teich rekultiviert.

## Etymologie
Es geht die Sage, der Name Maschinenteich beziehe sich auf die Versenkung von Maschinen aus den ehemaligen Tongruben und Ziegeleien.
Bei einer Entschlammung und Revision wurden lediglich alte Ölfässer, Autoteile, Hausmüll und Faulschlamm gefunden. 

## Fauna
Im Maschinenteich leben diverse Fischarten:
- Giebel
- Hecht
- Karausche
- Karpfen
- Rotauge
- Rotfeder
- Zander